# Serie A2 2012-2013 (hockey su pista)
La Serie A2 2012-2013 è stata il torneo di secondo livello del campionato italiano di hockey su pista per la stagione 2012-2013. Esso è stato organizzato dalla Lega Nazionale Hockey su mandato della Federazione Italiana Hockey e Pattinaggio. La competizione è iniziata il 3 novembre 2012 e si è conclusa il 25 maggio 2013.
Al termine della stagione regolare è stato promosso in Serie A1 l'SPV Viareggio, mentre dopo i play-off promozione è stata promosso il Correggio; sono retrocessi in Serie B l'Amatori Modena e il Molfetta 2012; la squadra pugliese si era ritirata prima dell'inizio del campionato.

## Squadre partecipanti
| Club             | Stagione | Città                      | Impianto                                 | Stagione precedente                                                   |
| ---------------- | -------- | -------------------------- | ---------------------------------------- | --------------------------------------------------------------------- |
| Amatori Modena   | dettagli | Modena                     | PalaMolza                                | 3° in Serie B girone B, ripescato                                     |
| Amatori Vercelli | dettagli | Vercelli                   | PalaPregnolato                           | 8° in Serie A2, eliminato ai quarti di finale dei play-off promozione |
| Correggio        | dettagli | Correggio (RE)             | Palasport Dorando Pietri                 | 10° in Serie A2                                                       |
| CRESH Eboli      | dettagli | Eboli (SA)                 | PalaDirceu                               | 2° in Serie B girone E, ripescato                                     |
| Molfetta 2012    | dettagli | Molfetta (BA)              | PalaFiorentini                           | 13° in Serie A1, retrocesso                                           |
| Montecchio P.    | dettagli | Montecchio Precalcino (VI) | PalaVaccari                              | 9° in Serie A2                                                        |
| Pieve 010        | dettagli | Pieve San Giacomo (CR)     | Palestra comunale di San Daniele Po (CR) | 2° in Serie B girone B, 1º girone A fase finale, promosso             |
| Pordenone 2004   | dettagli | Pordenone                  | PalaMarrone                              | 7° in Serie A2, eliminato ai quarti di finale dei play-off promozione |
| Roller Scandiano | dettagli | Scandiano (RE)             | PalaRegnani                              | 1° in Serie B girone B, 1º girone B fase finale, promosso             |
| Roller Bassano   | dettagli | Bassano del Grappa (VI)    | PalaSind                                 | 6° in Serie A2, eliminato in semifinale dei play-off promozione       |
| Sandrigo         | dettagli | Sandrigo (VI)              | Palasport di Sandrigo                    | 5° in Serie A2, eliminato ai quarti di finale dei play-off promozione |
| SPV Viareggio    | dettagli | Viareggio (LU)             | PalaBarsacchi                            | 3° in Serie A2, eliminato ai quarti di finale dei play-off promozione |

## Stagione regolare

### Risultati
| Andata (1ª) | Andata (1ª) | Prima giornata                         | Ritorno (12ª) | Ritorno (12ª) |
|             |             |                                        |               |               |
| 3 nov.      | 6-1         | Sandrigo-Amatori Modena                | 3-3           | 26 gen.       |
| 3 nov.      | 2-5         | Correggio-Pordenone 2004               | 3-4           | 26 gen.       |
| 3 nov.      | 8-3         | Roller Bassano-CRESH Eboli             | 9-4           | 26 gen.       |
| 3 nov.      | 6-6         | Amatori Vercelli-Pieve 010             | 1-5           | 26 gen.       |
| 13 nov.     | 4-4         | Roller Scandiano-Montecchio Precalcino | 5-3           | 26 gen.       |
|             |             | Riposa: SPV Viareggio                  |               |               |

| Andata (2ª) | Andata (2ª) | Seconda giornata                | Ritorno (13ª) | Ritorno (13ª) |
|             |             |                                 |               |               |
| 10 nov.     | 0-0         | SPV Viareggio-Sandrigo          | 3-3           | 9 feb.        |
| 10 nov.     | 1-5         | Pordenone 2004-Roller Scandiano | 4-3           | 9 feb.        |
| 10 nov.     | 4-5         | Montecchio Precalcino-Correggio | 6-3           | 9 feb.        |
| 10 nov.     | 5-6         | CRESH Eboli-Amatori Vercelli    | 3-7           | 9 feb.        |
| 10 nov.     | 7-2         | Pieve 010-Roller Bassano        | 3-6           | 9 feb.        |
|             |             | Riposa: Amatori Modena          |               |               |

| Andata (3ª) | Andata (3ª) | Terza giornata                         | Ritorno (14ª) | Ritorno (14ª) |
|             |             |                                        |               |               |
| 17 nov.     | 2-3         | Sandrigo-Pordenone 2004                | 3-5           | 16 feb.       |
| 17 nov.     | 6-4         | Correggio-Amatori Modena               | 4-3           | 16 feb.       |
| 17 nov.     | 4-2         | Roller Scandiano-Pieve 010             | 1-4           | 16 feb.       |
| 17 nov.     | 3-4         | Roller Bassano-SPV Viareggio           | 1-3           | 16 feb.       |
| 17 nov.     | 2-1         | Amatori Vercelli-Montecchio Precalcino | 3-5           | 16 feb.       |
|             |             | Riposa: CRESH Eboli                    |               |               |

| Andata (4ª) | Andata (4ª) | Quarta giornata                 | Ritorno (15ª) | Ritorno (15ª) |
|             |             |                                 |               |               |
| 24 nov.     | 10-3        | SPV Viareggio-Amatori Vercelli  | 3-0           | 23 feb.       |
| 24 nov.     | 2-1         | Pordenone 2004-Roller Bassano   | 1-4           | 23 feb.       |
| 24 nov.     | 3-5         | Montecchio Precalcino-Sandrigo  | 7-14          | 23 feb.       |
| 24 nov.     | 3-10        | CRESH Eboli-Correggio           | 2-6           | 23 feb.       |
| 27 nov.     | 6-6         | Amatori Modena-Roller Scandiano | 2-9           | 23 feb.       |
|             |             | Riposa: Pieve 010               |               |               |

| Andata (5ª) | Andata (5ª) | Quinta giornata                 | Ritorno (16ª) | Ritorno (16ª) |
|             |             |                                 |               |               |
| 1° dic.     | 5-5         | Sandrigo-CRESH Eboli            | 9-5           | 2 mar.        |
| 1° dic.     | 5-7         | Correggio-Pieve 010             | 6-5           | 2 mar.        |
| 1° dic.     | 5-2         | Roller Scandiano-SPV Viareggio  | 5-6           | 2 mar.        |
| 1° dic.     | 3-3         | Roller Bassano-Amatori Modena   | 10-3          | 2 mar.        |
| 1° dic.     | 5-4         | Amatori Vercelli-Pordenone 2004 | 7-3           | 2 mar.        |
|             |             | Riposa: Montecchio Precalcino   |               |               |

| Andata (6ª) | Andata (6ª) | Sesta giornata                       | Ritorno (17ª) | Ritorno (17ª) |
|             |             |                                      |               |               |
| 8 dic.      | 4-4         | Amatori Modena-Amatori Vercelli      | 2-5           | 16 mar.       |
| 8 dic.      | 7-5         | SPV Viareggio-Correggio              | 5-5           | 16 mar.       |
| 8 dic.      | 9-7         | Montecchio Precalcino-Roller Bassano | 4-4           | 16 mar.       |
| 8 dic.      | 8-5         | Pieve 010-Sandrigo                   | 3-6           | 16 mar.       |
| 29 dic.     | 4-5         | CRESH Eboli-Roller Scandiano         | 8-13          | 16 mar.       |
|             |             | Riposa: Pordenone 2004               |               |               |

| Andata (7ª) | Andata (7ª) | Settima giornata                     | Ritorno (18ª) | Ritorno (18ª) |
|             |             |                                      |               |               |
| 15 dic.     | 1-3         | Amatori Modena-SPV Viareggio         | 2-9           | 23 mar.       |
| 15 dic.     | 8-3         | Correggio-Roller Scandiano           | 7-5           | 23 mar.       |
| 15 dic.     | 6-7         | Pordenone 2004-Montecchio Precalcino | 4-3           | 23 mar.       |
| 15 dic.     | 3-6         | Roller Bassano-Amatori Vercelli      | 3-10          | 23 mar.       |
| 15 dic.     | 5-3         | CRESH Eboli-Pieve 010                | 8-10          | 23 mar.       |
|             |             | Riposa: Sandrigo                     |               |               |

| Andata (8ª) | Andata (8ª) | Ottava giornata                   | Ritorno (19ª) | Ritorno (19ª) |
|             |             |                                   |               |               |
| 2 dic.      | 8-2         | Montecchio Precalcino-CRESH Eboli | 7-5           | 6 apr.        |
| 22 dic.     | 6-5         | SPV Viareggio-Pordenone 2004      | 1-2           | 6 apr.        |
| 22 dic.     | 6-5         | Roller Scandiano-Roller Bassano   | 1-6           | 6 apr.        |
| 22 dic.     | 5-3         | Pieve 010-Amatori Modena          | 4-3           | 6 apr.        |
| 29 dic.     | 3-9         | Amatori Vercelli-Sandrigo         | 1-4           | 6 apr.        |
|             |             | Riposa: Correggio                 |               |               |

| Andata (9ª) | Andata (9ª) | Nona giornata                     | Ritorno (20ª) | Ritorno (20ª) |
|             |             |                                   |               |               |
| 5 gen.      | 4-5         | Sandrigo-Correggio                | 3-3           | 13 apr.       |
| 5 gen.      | 8-2         | Pordenone 2004-Amatori Modena     | 2-5           | 13 apr.       |
| 5 gen.      | 11-4        | Roller Scandiano-Amatori Vercelli | 0-8           | 13 apr.       |
| 5 gen.      | 5-3         | Montecchio Precalcino-Pieve 010   | 3-4           | 13 apr.       |
| 5 gen.      | 3-5         | CRESH Eboli-SPV Viareggio         | 5-7           | 13 apr.       |
|             |             | Riposa: Roller Bassano            |               |               |

| Andata (10ª) | Andata (10ª) | Decima giornata                      | Ritorno (21ª) | Ritorno (21ª) |
|              |              |                                      |               |               |
| 12 gen.      | 5-2          | Sandrigo-Roller Scandiano            | 5-4           | 20 apr.       |
| 12 gen.      | 2-2          | Amatori Modena-Montecchio Precalcino | 3-6           | 20 apr.       |
| 12 gen.      | 6-3          | SPV Viareggio-Pieve 010              | 2-2           | 20 apr.       |
| 12 gen.      | 11-5         | Correggio-Roller Bassano             | 2-6           | 20 apr.       |
| 12 gen.      | 10-4         | Pordenone 2004-CRESH Eboli           | 4-4           | 20 apr.       |
|              |              | Riposa: Amatori Vercelli             |               |               |

| \| Andata (11ª) \| Andata (11ª) \| Undicesima giornata \| Ritorno (22ª) \| Ritorno (22ª) \| \| \| \| \| \| \| \| 19 gen. \| 5-4 \| Montecchio Precalcino-SPV Viareggio \| 2-6 \| 27 apr. \| \| 19 gen. \| 4-1 \| Roller Bassano-Sandrigo \| 2-6 \| 27 apr. \| \| 19 gen. \| 4-2 \| CRESH Eboli-Amatori Modena \| 6-3 \| 27 apr. \| \| 19 gen. \| 2-4 \| Amatori Vercelli-Correggio \| 4-7 \| 27 apr. \| \| 19 gen. \| 8-3 \| Pieve 010-Pordenone 2004 \| 4-3 \| 27 apr. \| \| \| \| Riposa: Roller Scandiano \| \| \| |              |                                     |               |               |
| Andata (11ª) | Andata (11ª) | Undicesima giornata                 | Ritorno (22ª) | Ritorno (22ª) |
| |              |                                     |               |               |
| 19 gen. | 5-4          | Montecchio Precalcino-SPV Viareggio | 2-6           | 27 apr.       |
| 19 gen. | 4-1          | Roller Bassano-Sandrigo             | 2-6           | 27 apr.       |
| 19 gen. | 4-2          | CRESH Eboli-Amatori Modena          | 6-3           | 27 apr.       |
| 19 gen. | 2-4          | Amatori Vercelli-Correggio          | 4-7           | 27 apr.       |
| 19 gen. | 8-3          | Pieve 010-Pordenone 2004            | 4-3           | 27 apr.       |
| |              | Riposa: Roller Scandiano            |               |               |

### Classifica finale
|  | Pos. | Squadra          | Pt   | G  | V  | N | P  | GF  | GS  | DR  |
|  | ---- | ---------------- | ---- | -- | -- | - | -- | --- | --- | --- |
|  | 1.   | SPV Viareggio    | 43   | 20 | 13 | 4 | 3  | 92  | 60  | +32 |
|  | 2.   | Correggio        | 38   | 20 | 12 | 2 | 6  | 107 | 87  | +20 |
|  | 3.   | Pieve 010        | 38   | 20 | 12 | 2 | 6  | 99  | 80  | +19 |
|  | 4.   | Sandrigo         | 35   | 20 | 10 | 5 | 5  | 98  | 70  | +28 |
|  | 5.   | Pordenone 2004   | 31   | 20 | 10 | 1 | 9  | 79  | 79  | 0   |
|  | 6.   | Montecchio P.    | 30   | 20 | 9  | 3 | 8  | 94  | 91  | +3  |
|  | 7.   | Roller Scandiano | 29   | 20 | 9  | 2 | 9  | 97  | 94  | +3  |
|  | 8.   | Amatori Vercelli | 29   | 20 | 9  | 2 | 9  | 87  | 95  | -5  |
|  | 9.   | Roller Bassano   | 23   | 20 | 7  | 2 | 11 | 89  | 92  | -3  |
|  | 10.  | CRESH Eboli      | 11   | 20 | 3  | 2 | 15 | 88  | 137 | -49 |
|  | 11.  | Amatori Modena   | 8    | 20 | 1  | 5 | 14 | 57  | 105 | -48 |
|  | 12.  | Molfetta 2012    | Rit. |    |    |   |    |     |     |     |

Legenda:
  Partecipa ai play-off promozione.
      Promosse in Serie A1 2013-2014.
      Retrocesse in Serie B 2013-2014.
      Ritirata dal campionato.
Note:
Tre punti a vittoria, uno per il pareggio, zero a sconfitta.
Il GSH Molfetta si è ritirato prima dell'inizio del campionato.

## Play-off promozione

### Tabellone
|  | Semifinali | Semifinali     | Semifinali | Semifinali | Semifinali |  |  | Finale | Finale    | Finale    | Finale | Finale |  |
|  |            |                |            |            |            |  |  |        |           |           |        |        |  |
|  | 2          | Correggio      | 3          | 6          | 6          |  |  |        |           |           |        |        |  |
|  | 4          | Sandrigo       | 6          | 5          | 5          |  |  | 2      | Correggio | Correggio | 3      | 7      |  |
|  | 3          | Pieve 010      | 0          | 6          | 4          |  |  | 3      | Pieve 010 | Pieve 010 | 2      | 6      |  |
|  | 5          | Pordenone 2004 | 3          | 5          | 3          |  |  |        |           |           |        |        |  |

### Semifinali
(2) Correggio vs. (4) Sandrigo
| Sandrigo 4 maggio 2013 Gara 1 | Sandrigo | 6 – 3 | Correggio | Palasport di Sandrigo |

| Correggio 11 maggio 2013 Gara 2 | Correggio | 6 – 5 | Sandrigo | Palasport Dorando Pietri |

| Correggio 14 maggio 2013 Gara 3 | Correggio | 6 – 5 | Sandrigo | Palasport Dorando Pietri |

(3) Pieve 010 vs. (5) Pordenone 2004
| Pordenone 4 maggio 2013 Gara 1 | Pordenone 2004 | 3 – 0 | Pieve 010 | PalaMarrone |

| Pieve San Giacomo 11 maggio 2013 Gara 2 | Pieve 010 | 6 – 5 | Pordenone 2004 | Palestra comunale |

| Pieve San Giacomo 14 maggio 2013 Gara 3 | Pieve 010 | 4 – 3 | Pordenone 2004 | Palestra comunale |

### Finale
(2) Correggio vs. (3) Pieve 010
| Correggio 18 maggio 2013 Gara 1 | Correggio | 3 – 2 | Pieve 010 | Palasport Dorando Pietri |

| Pieve San Giacomo 25 maggio 2013 Gara 2 | Pieve 010 | 6 – 7 | Correggio | Palestra comunale |

## Verdetti
| Verdetto              | Club                         |
| --------------------- | ---------------------------- |
| Promosse in Serie A1  | SPV Viareggio Correggio      |
| Retrocesse in Serie B | Amatori Modena Molfetta 2012 |